# Sega Astro City

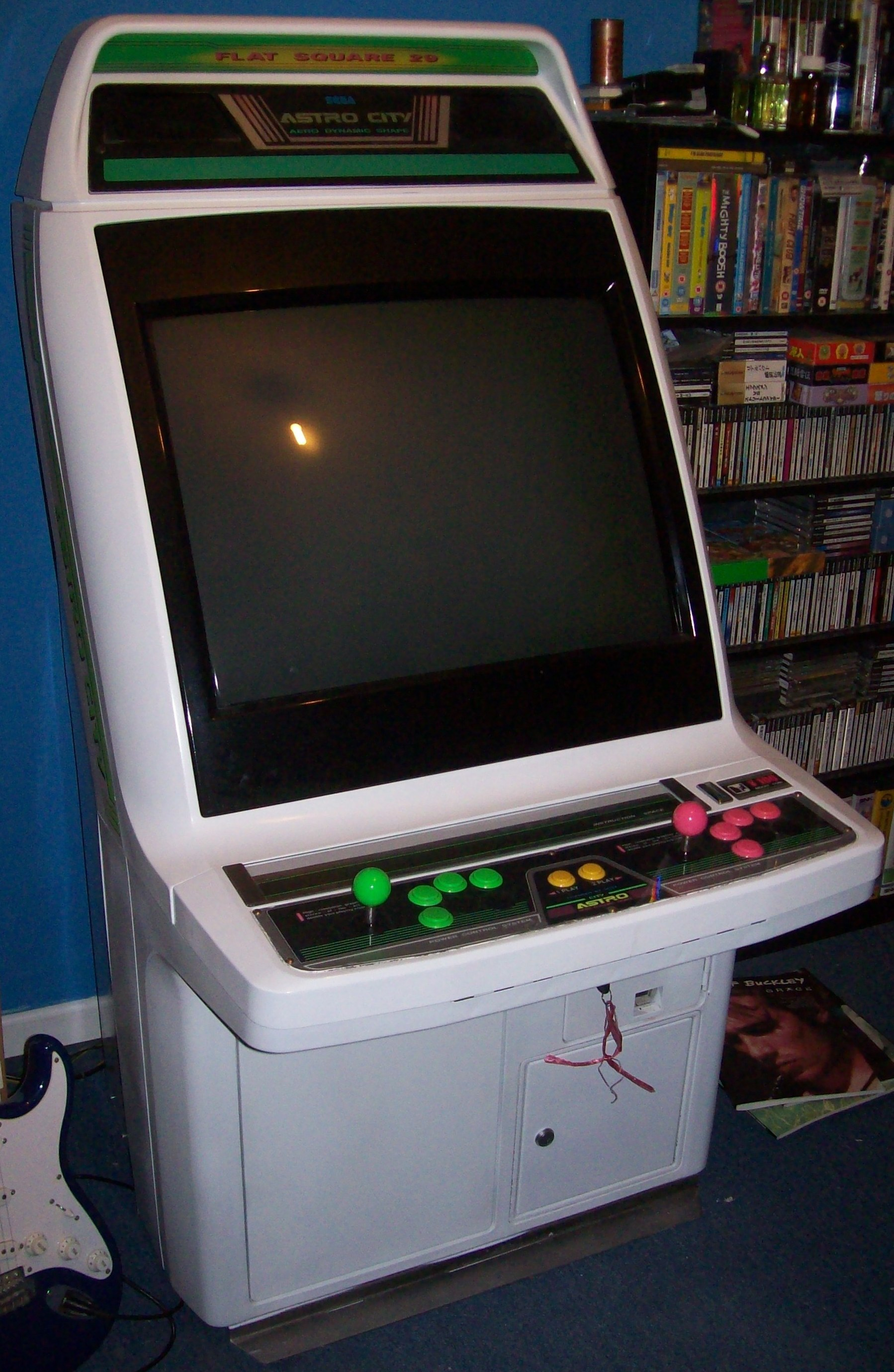
Sega Astro City Candy Cab

Der SEGA Astro City gehört zu einer Reihe von japanischen Arcade-Automaten (Gehäusen/cabinets) des japanischen Videospielehersteller Sega, die in Japan ab 1993 von SEGA Amusement (jetzt SegaSammy) hergestellt und in Spielhallen aufgestellt werden.
SEGA hat noch andere Videospieleautomaten wie den Sega Aero City, Sega New Astro City, Sega Blast City, Sega Naomi Net City und Sega Universal City und den neuesten Vertreter den Sega New Net City gebaut. Der Sega Astro City wurde hauptsächlich für Arcade System Boards (Spielplatinen z. B. Street Fighter II) verwendet. Durch Modifikationen beispielsweise eines Capcom-Konverters ist es möglich, auch neuere Hardware wie das Sega Naomi Filterboard zu betreiben. 
Windschnittiges Design sowie zuverlässiger spiegelglatter ABS-Kunststoff sind leicht zu reinigen
und auch noch nach Jahren weiß. 
Unter vielen Spielern ist der Astro City oder der New Astro City, von dem es drei Modellvarianten gibt, die meist nur an den drei verschiedenen Boxensystemen oberhalb des Monitors zu erkennen sind, einer der beliebtesten Automaten.
Der Import gestaltet sich mehr oder weniger schwer. In
den letzten Jahren wurden einige dieser Geräte nach Deutschland importiert und sind mit recht schwankendem Kurs zu bekommen. Besonders in Frankreich ist der Kleine von SEGA sehr beliebt; die Szene ist groß.